# David Hannah (cầu thủ bóng đá, sinh 1867)
David Hannah (sinh ngày 24 tháng 4 năm 1867 tại County Down, Bắc Ireland) là cầu thủ bóng đá người Ireland từng chơi ở vị trí tiền đạo cho Liverpool F.C. tại English Football League. Trước khi chơi cho Liverpool, Hannah đã chơi cho Sunderland A.F.C. nơi anh đã giành hai chức vô địch giải đấu trong thời gian ở câu lạc bộ. Liverpool đã mua Hannah vào tháng 11 năm 1894, để tăng cường các lựa chọn tấn công của họ. Anh ấy đã ghi 6 bàn sau 17 trận trong mùa giải mà Liverpool bị đẩy xuống hạng Giải hạng hai. Vào thời điểm anh rời Liverpool năm 1897, anh đã chơi 33 trận, ghi 12 bàn.
Anh chuyển đến Woolwich Arsenal ra mắt trong trận thua 3 - 2 tại Walsall vào ngày 6 tháng 11 năm 1897. Anh ở lại 2 mùa trước khi giã từ bóng đá vào cuối mùa 1899, có 50 lần ra sân và ghi 17 bàn.